# Знаменськ (Калінінградська область)
Знаменськ (рос. Знаменск; до 1946 — Велау, нім. Wehlau) — селище Гвардійського міського округу, Калінінградської області Росії. Входить до складу Знаменського сільського поселення.
Населення — 4036 осіб (2015 рік).

## Історія
До початку XIII століття поселення на території сучасного Знаменська називалося Сіке. Близько 1211 року, на нині неіснуючому острові, при впадінні річки Аллі у Преголю було побудовано прусське дерев'яне укріплення, яке отримало назву Вілов (Велов, Вета, Вета, Велява). Назва, швидше за все, прусською мовою означає «водна фортеця».
На початку 1255 чи 1256 року військо Тевтонського ордену обложило фортецю Вілов. Захисників очолювали прусський Нобіле Едлен Тиру й його сина Маудел. Після недовгого опору Нобіле Тирських здав фортецю комтуру Кеніґсберґа Бурграду фон Горнгаузену. До 1258 році лицарі Тевтонського ордену перебудували прусську фортецю, розширивши та зміцнивши її.

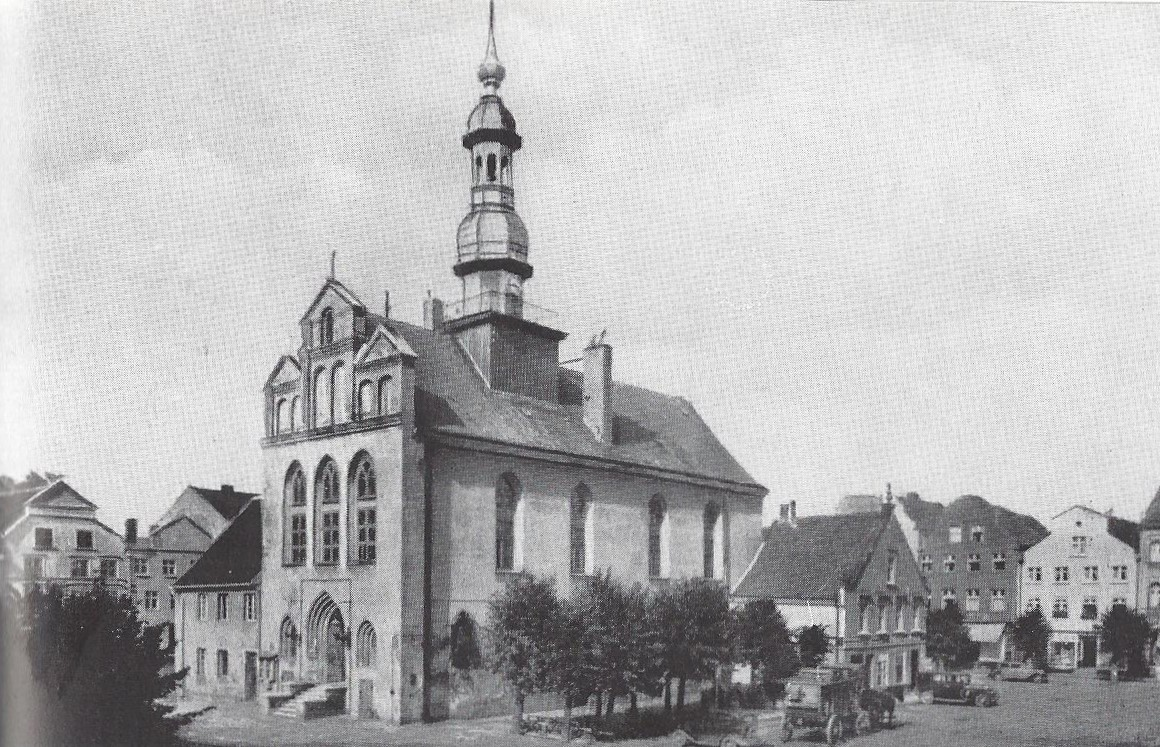
Ратуша міста, 1930-ї роки

У 1263-1264 роках, під час другого прусського повстання, Вілов зазнав нападу литовсько-прусського війська, очолюваного Ерксом Мантасом. Але гарнізон фортеці під командуванням лицаря Генріха фон Таупаделя витримав восьмиденний облогу.
У 1275 році поблизу фортеці була заснована німецьке поселення. У 1280 та 1322 роках фортеця і колонія знову зазнали нападу війська прусів та литовців, та були розграбовані, спалені і зруйновані. Після цього Тевтонським орденом було прийнято рішення про будівництво кам'яного замку.
25 січня 1336 року маршал Тевтонського ордену Генріх фон Дуземер подарував Велау статус міста і герб. Першим локатором Велау був призначений Ґотфрід Гундертмарк.
У 1339 році Великий магістр Тевтонського ордену Дітріх фон Альтенбурґ звільнив місто від податків та дарував Велау Кульмське міське право. Після чого почалося будівництво кам'яного замку.
Велау зазнав нападу війська на чолі з великим князем литовським Ольгердом у 1347 році, були спалені будинки, зруйновані дерев'яна церква та замок. У 1349—1351 роках на фундаменті зруйнованого замку був побудований францисканський монастир, а в 1360—1380 роках — нова кам'яна кірха Святого Якоба і міська ратуша.
З 1379 по 1381 роки за вказівкою великого магістра Вінріха фон Кніпроде навколо міста Велау було побудовано високу кам'яну стіну з чотирма круглими кам'яними вежами, остання з яких була зруйнована в 1861 році. Були прориті численні підземні ходи. У 1400 році був складений перший детальний план міста, а в 1405 році міська рада Велау був наділений правами місцевого самоврядування.
У 1437 році була побудована каплиця святого Георга, яка проіснувала до 1526 року, заснований монастир Бернардинів у східній частині Велау.
У 1445 році Велау приєднався до Прусської конфедерації. У 1458 році були побудовані дерев'яні мости замість ненадійних переправ. У 1460 року місто після облоги було захоплене військом Тевтонського ордену.
В місті була заснована реформаторська латинська школа у 1537 році, яка проіснувала до 1810 року. У 1650 році школа була оголошена «видатним навчальним закладом» Пруссії, що дає право учням вступати до вищих навчальних закладів.
У 1655 та 1679 роках Велау був захоплений шведськими військами.

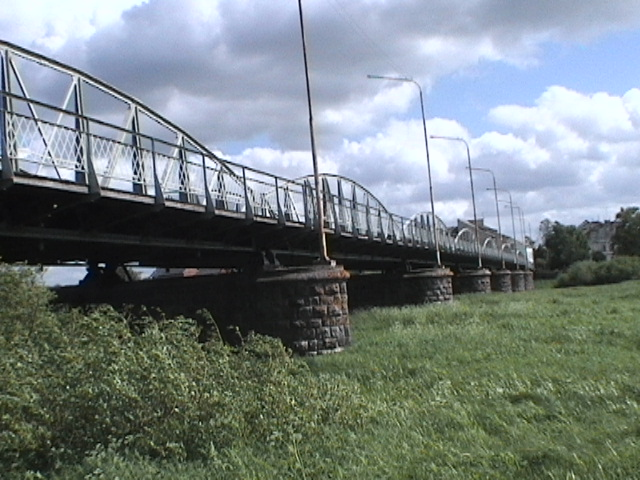
Міст

1684 року в місті відкрилася перша аптека, а у 1699 — заснована поштова станція і школа верхової їзди.
У 1724 році була побудована броварня.
У 1734 році була заснована приватна жіноча школа.
1735 року в місті з'явилася перша організована група пожежних, в обов'язки яких також входило спостереження за рівнем води.
У 1739 році в місті була заснована армійська школа Дрегер.
З 1758 по 1762 рік Велау був окупований російською армією.
У 1766 році в місті було завершено будівництво першого водяного млина.
Велау був окупований французькою армією у 1807 році. У 1813 році місто було звільнене від французів.

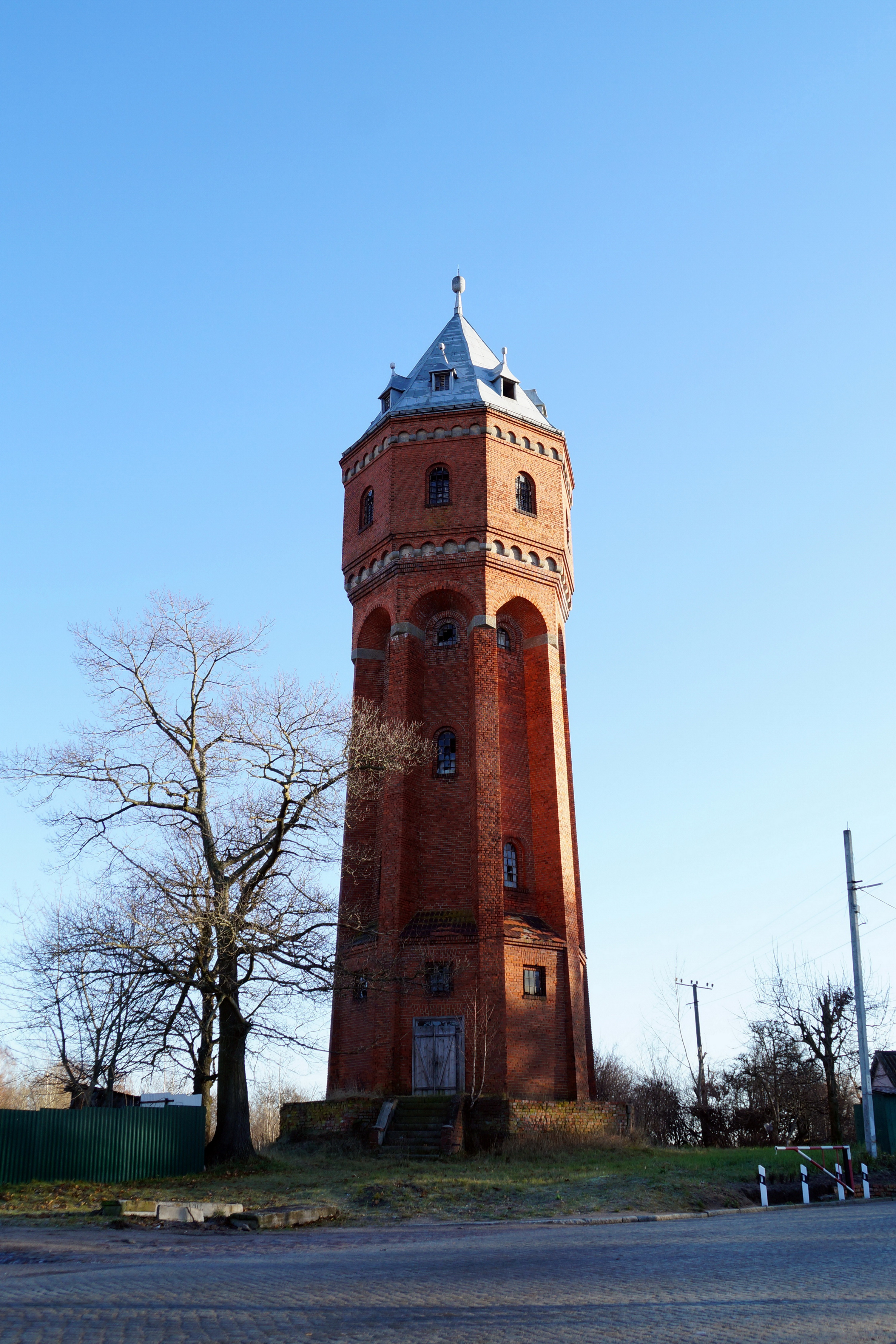
Водонапірна вежа міста

У 1830 році в місті відкрилася жіноча гімназія.
Перший номер міської газети вийшов 1840 році.
У 1843 році створена міська громадянська школа.
У 1850 році відкрилася перша машинна фабрика Т. Руна.
З XIX століття в місті Велау проводився найбільший у Європі кінний ярмарок, на якому виставлялося на продаж до 20 тисяч коней.
У 1860 році в Велау була прокладена залізниця, а в 1862 році відкритий залізничний двірець, біля якого в 1871 році були знайдені кістки мамонта.
У 1872 році був побудований металевий залізничний міст через річку Аллі.

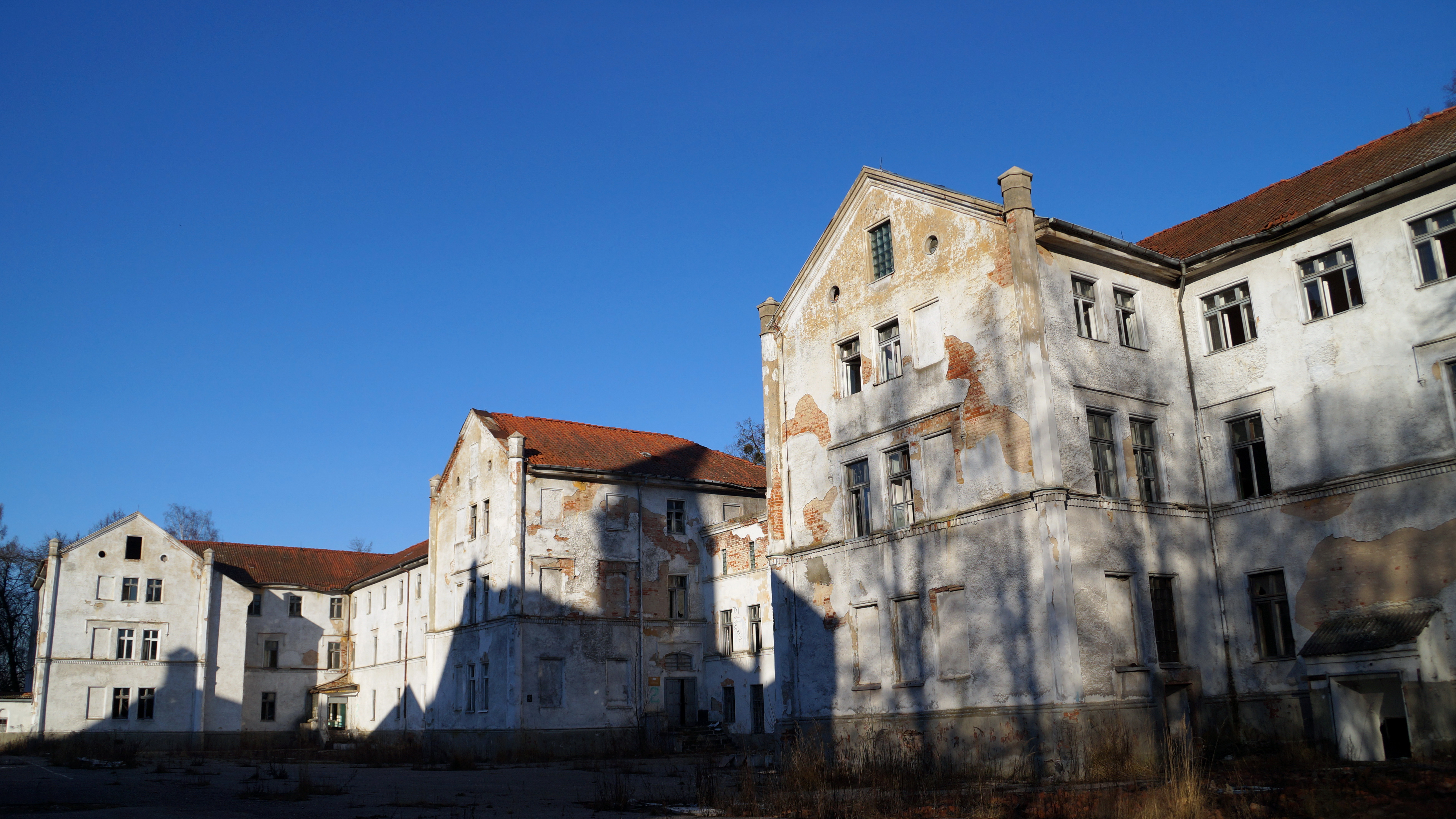
Комплекс будівель міської кірхи, нині це психіатрична лікарня

У 1881 році було побудовано нову будівлю міської гімназії, яку в 1882 році перетворено у Королівську гімназію.
У 1900 році в околицях міста налічувалося понад 50 вітряних млинів.
У 1906 році в Велау відкрилася сільськогосподарська школа.
У 1908 році почала виробничу діяльність машинна фабрика Т. Томаса.
З 25 серпня по 10 вересня 1914 року, під час Першої світової війни, Велау був окупований російськими військами, які під час відступу знищили всі мости.
20 січня 1945 року Велау був захоплений радянськими військами. При штурмі було завдано значної шкоди місту а його стара частина була повністю знищена.
17 червня 1947 року Велау був перейменований у робітниче селище Знаменськ. У вересні 1947 року в Знаменське та його передмістях проживали 1913 осіб, у тому числі 460 німців, яких у 1948 році було депортовано з Знаменська в радянську зону окупації Німеччини.

## Населення
Населення за роками

## Відомі уродженці
- Йоганес Бласковіц — німецький воєначальник часів Третього Рейху, генерал-полковник (1939) Вермахту. Кавалер Лицарського хреста з Дубовим листям‎ та мечами.
- Буйда Юрій Васильович (* 1954) — російський письменник, редактор, журналіст.
- Давид Гільберт — німецький математик. У 1910—1920-их роках (після смерті Анрі Пуанкаре) був визнаним світовим лідером математиків.
- Ігор Ткачук — активіст Євромайдану. Загинув у Києві 20 лютого 2014 р. від кульового поранення в голову. Герой України.

## Населення
| 1726  | 1782  | 1895  | 1910  | 1925  | 1930  | 1939  |
| ----- | ----- | ----- | ----- | ----- | ----- | ----- |
| 2250  | ↗2627 | ↗5229 | ↗5299 | ↗5892 | ↗8079 | ↗8606 |
| 1959  | 1970  | 1979  | 1989  | 2002  | 2010  |       |
| ↘4159 | ↗5130 | ↘4813 | ↘4570 | ↘4302 | ↘4036 |       |